# 아시아의 경제
아시아의 경제는 46개국의 40억 인구(전 세계의 60%)를 포함한다. 아시아에는 세계 2·4·5·12대 경제대국인 중국과 일본, 인도, 대한민국이 있으며, 세계에서 인구가 가장 많은 두 나라인 중국과 인도가 있다.

## 개요
아시아 5대 경제국은 중국, 인도, 일본, 대한민국, 인도네시아이며, 세계에서 가장 빠르게 성장하는 거대 시장인 중국과 인도 등이 선두에 서서, 현재 빠르게 성장하고 공업화가 진행되고 있다. 동아시아와 동남아시아 국가들은 대체적으로 제조와 무역에 의하여 성장하고 있는 반면, 중동 지역의 국가들은 주로 석유와 같은 1차 산물에 의존하고 있다.

## 역사
오늘날 아시아는 세계 성장의 중심지로 부상하고 있지만, 고도성장 속에서도 인플레이션, 환경문제, 신경제권 조성 등의 여러 가지 문제를 안고 있다. 1990년대 초의 아시아경제 전반에 걸친 특징은 성장률의 저하와 인플레이션이다. 이것은 1980년대 후반 저(低)인플레이션하에서 높은 성장을 누렸던 시기에 비하면 크게 악화된 상황이다. 지난 80년대 2자릿수의 경제성장을 기록하면서 세계의 부러움을 모았던 동아시아 주요 국가들은 90년에 들어 성장률이 둔화된 가운데 그동안 노출된 경제의 구조적 문제점을 시정해 나가야 할 상황에 이르고 있다. 1992년 국제통화기금(IMF)이 내놓은 세계경제전망 보고서에서 예측한 대로 한국, 인도네시아 등 아시아 신흥공업국들은 90년대 중반 이후 고도성장책 추진 과정에서 누적된 여러 가지 부작용들의 분출로 인하여 경제적 어려움에 빠지기 시작했다. 그리고 마침내 1997년 하반기 이후 아시아 각국은 달러 부족으로 채무불이행의 위기에 처해 IMF 등 국제금융관련 기관들로부터 긴급 수혈을 받아야만 할 상황에 이르렀다. 이러한 아시아의 경제위기에 대해서 IMF는 정부의 과도한 시장개입, 불합리한 노동정책, 금융기관의 비합리적 운영 등을 꼽고 이의 시정을 아시아 각국에 강력하게 요구했다.최근의 아시아지역 무역동향을 보면, 대미 수출이 줄고 아시아 역내무역이 확대되는 경향이 있는데, 이것은 아시아 각국의 수출시장을 다변화하고 외수주도로부터 내수주도의 경제성장으로의 전환을 시도했기 때문이다. 역내무역의 확대와 함께 이 지역 내의 무역불균형도 두드러진다. 예를 들면, 신흥공업국가군(NICS)의 대일 무역적자가 1985년의 130억 달러에서 91년에는 315억 달러로 2.3배 늘어났다. 아시아지역의 직접투자부문에서 NICS 기업이 일본 기업보다 훨씬 진출 속도가 빠르다. 91년의 ASEAN에 대한 NICS의 직접 투자액은 130억 달러로 1989년의 43억 달러에 비해 무려 3.1배로 급증하였다. 이것은 89년의 50억 달러에서 90년의 61억 달러로 늘어난 미국의 투자액과 비교하면 NICS의 ASEAN에 대한 투자 붐이 어느 정도인지 가늠할 수 있다. NICS는 아시아 국가 중에서도 특히 베트남에 관심이 많다. 특히 타이완과 홍콩 자본이 건수로 36.4%를 차지하여 2위인 옛 종주국 프랑스의 8.9%를 크게 앞지르고 있다. 타이완과 홍콩 기업의 활동이 이대로 계속된다면 베트남은 화교경제권으로 결속될 가능성이 크다. 최근 들어 ASEAN 경제권의 성장이 두드러지고 있다. 1980년대 중반에 극심한 경기침체에 빠졌던 이들 ASEAN국가들은 그 뒤 3저현상과 아시아지역내 산업구조 재편 등과 같은 국내외의 경제여건 변화에 힘입어 경제성장세를 단기간 내에 회복함으로써 성장의 대명사격인 NICS의 성장률을 앞지르는 세계 최고의 경제성장지역으로 등장하였다. 이러한 추세라면 90년대 중반에 가서는 타이·말레이시아 등은 신흥공업국으로 진입할 것이 확실시되고 있다. 이에 따라 ASEAN 국가에 대한 세계 각국, 특히 한국과 일본 등 아시아 선·중진국의 관심이 크게 높아가고 있다. 그뿐만 아니라 한국은 경제성장에 전력을 다하고 있는 중국 및 남·북한 관계개선의 기운에 힘입어 경제의 활성화에 힘쓰고 있는 북한에 대한 자본투자와 교역에도 적극적이다.

## 국가별

### 동티모르
이 나라는 경제력이 매우 낮다. 국민 소득은 당시 통계로는 100달러 정도 된다고 본다. 공식 통화는 US달러이다. 특히 1센트에서50센트까지는 동티모르 최초의 동전이 존재한다. 미화 동전도 같이 사용된다. 동티모르는 또한 대규모의, 그리고 수익성이 좋을 것으로 기대되는 커피 산업이 발달해 있으며, 수많은 공정 무역 소매 상인들 및 공개 시장에 유기농 커피를 판매하고 있다.

### 라오스
라오스는 농업국가로 알려진 나라지만 베트남이나 태국처럼 농산물을 수출하지 않다. 라오스의 주요 수출품은 전기, 구리, 금, 목재, 의류, 맥주 등이다. 특히, 라오스 맥주는 한국으로도 수출되고 있다.
라오스는 1975년부터 사회주의 계획경제를 지켜오다가 1986년에 경제개혁개방을 하면서 시장경제 체제로 전환하기 위해 노력하고 있다. 1986년에 외국인 투자촉진법을 제정하고, 1990년 제1차, 1994년 2차, 2009년 3차, 그리고 2013년에 4차를 걸쳐 투자촉진법을 재정했다.

### 말레이시아
말레이시아는 세계최대 주석, 천연 고무. 팜유 생산국으로 1960년대 만 해도 주요수출품이 주석과 팜유였다. 하지만 정부의 강력한 경제정책으로 말레이시아는 동남아국가 3번째로 국민소득이 높은 나라가 되었으며 주요 산업도 관광업과 제조업으로 전환되었다. 말레이시아는 쌀자급률이 30%로 그렇게 농업이 발달되어 있지 않으며 주로 벼농사나 열대과일 재배, 도시근교 채소, 원예농업이 발달되어있다. 그리고 말레이시아는 세계최대 주석과 고무 생산국으로 현재에도 주석과 고무를 가공하는 산업이 발달되어 있다. 그리고 석유산업도 사라와크주에서 소량 산출되었으나, 그 후 사바주·사라와크주에서 대규모 해양유전이 개발되면서 석유채취, 가공산업도 주요산업으로 부상하였다. 제조업은 1970년대 말부터 개발되기 시작해 지금은 동남아시아중 제조업이 발달된 국가 중 하나가 되었으며 주로 전기·통신기계와 수송기계 생산을 하고 수출을 하고 있다. 그리고 관광업도 이 나라의 주 수입원이다. 이 나라는 1997년 외환위기를 겪었으나 자체적으로 극복하였다.

### 미얀마
미얀마의 경제는 국제적인 고립과 미얀마식 사회주의 계획경제의 실패, 장기적인 군사 독재 등의 정치적 문제 등이 복합적으로 작용한 결과, 매우 침체되어 있다. 주요 투자국은 중화인민공화국, 싱가포르, 대한민국, 타이, 인도 등이다. 2007년 8월 15일, 군사 정권은 하룻밤 사이에 휘발유 가격을 67% 인상, 천연 가스도 네 배 인상하면서 물가가 500% 이상 급등함으로써 출퇴근을 하는 회사원들은 버스비도 내지 못해 불만을 겪었던 적이 있다.

### 베트남
공산화 이후 경제 기반이 무너져 가난한 생활을 하다가, 1986년 "도이 머이"라는 슬로건 하에 실용주의적 경제 정책을 도입하기 시작하였다. 1980년대말부터, 외국인의 재산 투자를 보호하는 여러 법이 개정되었고, 1990년대에는 ASEAN등 국제 사회에 편입되기 시작하였다. 이 개혁 기간 동안 10%에 가까운 경제 성장률을 거듭하다가 2000년대 중반 이후 침체기가 되었다. 베트남의 GDP는 1446억달러이며 1인당 GDP는 1700달러이다. 국민의 상당수가 농업에 종사하고 있으며, 세계 3대 쌀 생산국이다. 후추, 커피도 세계적인 생산국이다. 대한민국과의 무역도 활발하다.

### 인도
인도의 경제성장 속도는 상당히 느린 편이나 정교한 행정조직과 관료제도, 양호한 교통·통신망, 우수하고 풍부한 인력, 잘 정비된 공업기반 등 일반적인 개발도상국들과는 다른 여건을 갖추고 있다.
1947년 독립 이후 많은 투자를 통해 공업부문에서 현재 세계 20위권 내의 공업국가들과 어깨를 나란히 하고 있으나, 무역부문에는 아직 그 영향이 미치지 않아 수출량이 세계교역량의 1%를 밑돌고 있다.
한편 소수 지배계층은 매우 높은 수준의 생활을 향유하고 있는 반면 대부분의 사람들은 최저수준 이하의 생활을 하고 있는 등 소득격차가 매우 큰 것이 심각한 사회 문제가 되고 있다. 그러나 인도의 가장 근본적인 문제는 매년 1,000만 명을 넘는 계속적인 인구증가와 그에 따른 실업자의 증가이다. 이 문제를 해결하기 위해서 인도 정부는 경제성장률을 높여야 한다는 요구에 직면해 있다.

### 일본

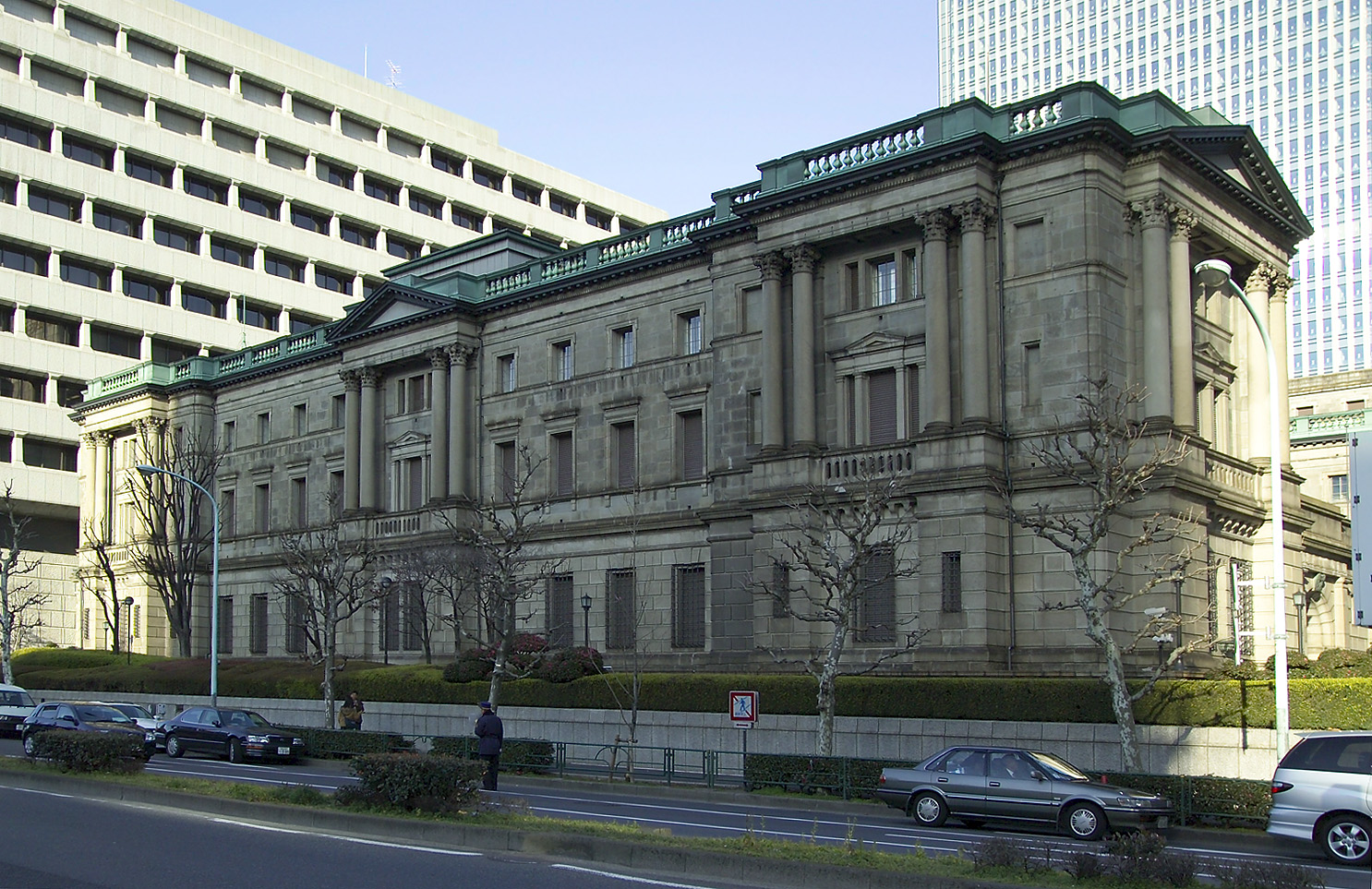
도쿄의 일본은행

일본은 민주주의 경제 체제를 채택하고 있으며, 통화 단위는 엔(円, ¥, Yen, JPY)이다. 국내총생산의 규모비로는 세계 제3위의 경제 대국으로, 일본의 경제 동향은 세계 경제에 큰 영향을 준다. 그러나 1990년대 IT산업을 미국이 주도하면서 그 영향력이 감소되고, 이는 곧 일본 금융계의 무분별한 투자로 인한 토지의 불량 채권화를 가속화하여 경제에 치명타를 가하고 말았다. 하지만 현재 일본은 국내총생산으로써는 세계 제3위, 1인당 총생산은 OECD 회원국 중 18위에 해당하며, 세계의 국내총생산 총액 점유 비중에서 9.1%의 비중을 가지고 있는 등 경제적으로 세계에 큰 영향을 미치고 있다.
일본은 천연자원이 부족하여 필요한 대부분의 산업용, 소비용 원자재들을 해외에서 수입하고 있다. 1980년 기준으로 화력발전량이 전체 발전량의 약67%를 차지한다. 일본의 주요 산업으로는 자동차산업, 기계산업, 전자산업, 물질산업, 에너지산업 등이 있다. 일본의 농업은 주로 쌀과 원예·축산의 농업이나, 대부분의 식량을 수입한다. 일본은 세계 제2의 어획량을 올리고 물고기 소비량은 세계 제1위이다. 서비스업 분야는 일본 국내총생산의 3/4가량을 차지하는데도 불구하고 부실하다는 지적이 있다. 일본의 주요 수출품은 자동차, 철강, 전자제품 등이며, 석유 등이 주요 수입품이다. 미국이 최대 교역 대상국이다. 1960년대 중반이후 무역장벽으로 인하여 줄곧 엄청난 규모의 무역수지 흑자를 기록하여, 비난이 높다.
일본 교통의 특색은 육상·해상·항공을 막론하고 도쿄·오사카를 중심으로 한 여객 및 화물의 수송이 특히 활발하며, 이어 세토 내해·북규슈 지방에서 발달하고 있다. 또한 하천 교통이 거의 없는 것이 결점이며, 태풍이나 대설(大雪) 혹은 지진에 의한 교통 장애도 적지 않으나 전체적인 교통망의 밀도는 매우 높은 편이다. 여객 수송 수단으로 수송량이 가장 많은 것은 자동차이며, 그 다음이 철도이다. 반면 항공기와 선박이 국내 수송을 차지하는 비율은 적다. 1990년대 이후 버스를 포함한 자동차 수송이 전체 국내 수송의 50% 이상을 차지하고 있다. 화물 수송량에서도 트럭을 포함한 자동차가 가장 많은 비율을 차지하고 있으며 선박과, 항공기가 그 뒤를 이었으며 철도는 화물 수송에서 가장 적은 비율을 차지하고 있다. 국제적인 수송에서는 여객에서는 항공기, 화물에서는 선박이 가장 높은 비율을 보이고 있다.

### 중국
전(前) 중국 공산당 총서기 덩샤오핑에 의한 자본주의 경제제도 도입 등의 개혁 개방 이후, 중국 경제는 급속히 발전하여 ‘세계의 공장’이라고도 불리고 있다.세계무역기구(WTO)의 발표로는, 2003년의 대 중국 직접투자는 535억 달러가 되어 미국을 제치고 실질적으로 세계 최대의 직접투자 수입국이 되었다. 세계 최대의 인구와 강한 경제력 덕분에 중국 경제는 아시아뿐만 아니라 전 세계에 영향을 끼치고 있다.
그런데 중국 국내 노동자들은 연안부나 대도시 근교를 제외하면 지방 인민의 대다수가 아프리카 여러 나라와 동일한 정도의 빈민층이며, 농업을 할 수 없는 계절에 도시 지역에 유입되어 객지에서 노동하고 있다. 그들은 매우 저렴한 임금으로 도시 지역에서 일하기 때문에 경제 발전의 원동력이 되고 있다. 값싼 노동력을 목적으로 미국, 유럽이나 한국·일본의 기업 진출도 번성하여 중국은 '세계의 공장’이라고 불릴 정도가 되었다. 중화인민공화국 정부에서도 대한민국에 무역 사무소를 개설하는 등 외국 기업 유치를 위해 노력하고 있다.
그러나 개혁 개방 이후의 활발한 경제 발전의 이면에는 국민의 80%를 차지하는 농민과 도시 지역 사람들과의 소득 격차 문제가 있으며, 이는 평등을 중요하게 생각하는 공산주의로부터의 일탈을 의미한다. 이 빈부 격차 문제는 향후의 중국 경제의 방향을 결정하는 요소이며, 새로 출범한 후진타오 정권은 전국인민대표대회(전인대)에서 농촌과 도시 지역 간의 빈부 격차 문제 해소를 논의하는 등 긴급하게 대응하고 있다. 또한, 열악한 노동 환경도 개선되어야 할 문제점이다.
현재 경제위기가 가속화되고 있는 점에서 중국은 내년 경제성장률을 8.5%로 예상하였다. 다른 나라인 인도 역시 경제성장률을 6.3%로 큰 폭으로 예상하였다.

## 같이 보기
- 아시아
- 아시아의 역사
- 아시아의 지리
- 독립국가연합
- 세계 경제
- 1997년 아시아 금융 위기
- 동아시아의 경제
- 아시아 국가 일인당 명목 국내 총생산순 나라 목록